# Хайнрих фон Велтхайм
Хайнрих фон Велтхайм (на немски: Heinrich von Veltheim; Heinrich II von Veltheim; † сл. 1360) е рицар, благородник от род Велтхайм в Източна Долна Саксония, господар в Харбке (в Саксония-Анхалт) и Дещет (част от Кремлинген в Долна Саксония). В дукументи е споменат през 1326 – 1360 г.
Той е син на Бертрам VI фон Велтхайм († пр. 1354) и съпругата му Мехтхилд фон Ванцлебен († сл. 1316), дъщеря на Хайнрих фон Ванцлебен († сл. 1288), внучка на Лудвиг фон Ванцлебен († сл. 1240).
Баща му Бертрам VI фон Велтхайм купува 1308 г. заедно с брат си Лудолф фон Велтхайм господството Харбке.
Хайнрих фон Велтхайм служи от ок. 1356 г. на херцог Вилхелм II фон Брауншвайг-Люнебург.
Хайнрих фон Велтхайм умира сл. 1360 г. Синовете му разделят собственостите ок. 1406 г. на две линии. Ханс III създава „Бялата линия“, а Хайнрих IV „Черната линия“. Потомъкът му Август Фердинанд фон Велтхайм (1741 – 1801) от „Черната линия“ е издигнат на пруски граф на 6 юли 1798 г. в Берлин.

## Фамилия
Хайнрих фон Велтхайм се жени ок. 1350 г. за Берта фон Хонлаге (* ок. 1330), дъщеря на Лудолф III фон Хонлаге. Те имат два сина:
- Ханс III фон Велтхайм († пр. 1415), женен за фон Бюлов, дъщеря на Хайнрих фон Бюлов; родители на:
  - Лудвиг фон Велтхайм († 1472), женен за Саломея фон Рутенберг, дъщеря на Зиверд X фон Рутенберг и Хила фон Венден
- Хайнрих IV фон Велтхайм (* ок. 1361; † пр. 3 август 1415), рицар, женен ок. 1390 г. за Илза фон Ханензее (* ок. 1365), родители на:
  - Хайнрих V фон Велтхайм (* ок. 1395; † 1458), женен ок. 1425 г. за София фон Крам (* ок. 1400), дъщеря на Бодо фон Крам († пр. 1412) и фон дер Шуленбург (* ок. 1352)